# Jan E. Jørgensen
Jan Ejnar Jørgensen (nascido em 19 de fevereiro de 1965, em Frederiksberg) é um político dinamarquês, membro do Folketing pelo partido político Venstre. Ele foi eleito para o parlamento nas eleições legislativas dinamarquesas de 2011.

## Carreira política
Jørgensen é membro do conselho municipal do município de Frederiksberg desde 2010 e vice-prefeito desde 2017. Ele foi eleito pela primeira vez para o Folketing na eleição de 2011 e foi reeleito nas eleições legislativas dinamarquesas de 2015 e 2019. Ele recebeu 3.254 votos na eleição de 2015 e 4.597 votos na eleição de 2019.